# Comuna Bogdănești, Vaslui
Bogdănești este o comună în județul Vaslui, Moldova, România, formată din satele Bogdănești (reședința), Buda, Horoiata, Hupca, Orgoiești, Ulea, Unțești, Vișinari și Vlădești.

## Geografia comunei
Comuna situată în lungul pârâului Horoiata și al afluentului acestuia, Bogdănești, aparținând bazinului hidrografic Bârlad, iar din punct de vedere geomorfologic Colinelor Tutovei. Structural, bazinul Horoiatei corespunde extremității meridionale a Platformei Moldovenești, care se afundă repede spre sud, trecând spre Depresiunea Bârladului. Fundamentul, situat la adâncimi diferite, nu se reflectă în nici un fel în morfologia regiunii, aceasta din urmă fiind condiționată de depozitele sedimentare ale ultimului ciclu, respectiv depozite ale sarmațianului superior (chersonian) și ale meoțianului, dispuse monoclinal, cu o înclinare de 5–7 m/km de la nord-nord-vest spre sud-sud-est. Depozitele chersoniene în facies delataic sunt reprezentate printr-o succesiune monotonă de nisipuri cu structură încrucișată, argile nisipoase și argile. Aceste depozite apar în lungul versanților sub forma unor fâșii ce se îngustează treptat spre cursul mijlociu și inferior. Meoțianul apare la partea superioară a stivei sedimentare din regiune, reprezentând culmile interfluviale din regiune, fiind reprezentat printr-un orizont inferior, al cineritelor andezitice de Nuțasca-Ruseni (care nu s-au impus în mod deosebit în relief) și un orizont superior, argilo-nisipos. Datorită dispoziției monoclinale, orizontul cineritic coboară în altitudine, în timp ce orizontul superior are o grosime tot mai mare spre sudul regiunii. Valea s-a adâncit cu ușurință în depozitele friabile care apar la zi, evoluând atât prin eroziune în adâncime, cât și prin eroziune regresivă. Un rol extrem de important l-au avut procesele de versant (eroziunea areolară, ravenarea, procesele de deplasare în masă), procese care contribuie și astăzi la modelarea intensă a versanților. Retragerea acestora prin procesele amintite și transportul materialelor deluviale la nivelul luncii au contribuit la lăgirea și supraînălțarea acesteia în anumite sectoare.

## Demografie
Componența etnică a comunei Bogdănești
     Români (95,16%)
     Alte etnii (4,84%)
Componența confesională a comunei Bogdănești
     Ortodocși (95,01%)
     Alte religii (0,18%)
     Necunoscută (4,81%)
Conform recensământului efectuat în 2021, populația comunei Bogdănești se ridică la 3.369 de locuitori, în creștere față de recensământul anterior din 2011, când fuseseră înregistrați 3.242 de locuitori. Majoritatea locuitorilor sunt români (95,16%). Din punct de vedere confesional, majoritatea locuitorilor sunt ortodocși (95,01%), iar pentru 4,81% nu se cunoaște apartenența confesională.

## Istorie
La sfârșitul secolului al XIX-lea, comuna făcea parte din plasa Simila a județului Tutova și era alcătuită din satele Bogdănești și Folțești cu o populație de 693 de locuitori. În comună funcționa o școală de băieți și două biserici. La acea vreme, pe teritoriul actual al comunei, funcționau în aceiași plasă și comunele Unțești și Orgoiești. Comuna Unțești era alcătuită din satele Unțești, Ulea și Vladnicul, cu o populație de 900 de locuitori. În comună funcționa o școală și două biserici, în timp ce comuna Orgoiești era alcătuită din satele Orgoiești, Buda, Dinga și Fundul-Văii, cu o populație de 575 de locuitori. În comună funcționa o școală primară de băieți și trei biserici.
Anuarul Socec din 1925 consemnează cele trei comune în aceiași plasă. Comuna Bogdănești avea o populație de 1236 de locuitori, doar în satul Bogdănești, și în cătunele Vlădești, Folțești, Limbăești și Corlățești, comuna Unțești avea o populație de 2850 de locuitori (în satele Unțești, Hupea și Hulea), iar comuna Orgoiești avea o populație de 705 de locuitori (în satele Orgoiești, Buda, Dinga și Fundu-Văii).
În 1931, după regruparea comunelor urbane și rurale, comuna Orgoiești este desființată, iar toate satele sale au fost incluse în comuna Bogdănești. În același an, comunei îi se alipește și satul Căpușeni. Aceiași sursă menționează comuna Unțești cu satele Hupca, Ulea și Unțești.
În 1950, județele au fost desființate, după venirea regiumului comunist la putere, iar comuna a fost înglobată în regiunea Bârlad, dar după șase ani mai târziu, regiunea se desființează, iar comuna a fost transferată regiunii Iași. În acest timp, satele Căpușeni, Dânga, Fundu-Văii și Limbăești au fost desființate, iar comuna Bogdănești a rămas cu satele Bogdănești, Buda, Corlățești, Folțești, Orgoiești și Vlădești.
În anul 1968, se revine la împărțirea țării pe județe, iar comuna a fost transferată județului Vaslui, căpătând forma actuală. Cu această ocazie, comuna Unțești se desființează, iar satele ei au fost incluse în comuna Bogdănești. Tot atunci, satele Corlățești și Folțești au fost desființate și contopite cu satul Bogdănești, iar satul Dinga a fost transferat comunei Costești.

## Politică și administrație
Comuna Bogdănești este administrată de un primar și un consiliu local compus din 13 consilieri. Primarul, Andreea-Mariana Vasluianu[*], de la Uniunea Salvați România, este în funcție din 1 noiembrie 2024. Începând cu alegerile locale din 2024, consiliul local are următoarea componență pe partide politice:
|  | Partid                    | Consilieri | Componența Consiliului | Componența Consiliului | Componența Consiliului | Componența Consiliului | Componența Consiliului | Componența Consiliului | Componența Consiliului | Componența Consiliului | Componența Consiliului |
|  | ------------------------- | ---------- | ---------------------- | ---------------------- | ---------------------- | ---------------------- | ---------------------- | ---------------------- | ---------------------- | ---------------------- | ---------------------- |
|  | Uniunea Salvați România   | 9          |                        |                        |                        |                        |                        |                        |                        |                        |                        |
|  | Partidul Social Democrat  | 3          |                        |                        |                        |                        |                        |                        |                        |                        |                        |
|  | Partidul Național Liberal | 1          |                        |                        |                        |                        |                        |                        |                        |                        |                        |